# Марія з передмістя
«Марія з передмістя» (ісп. María la del barrio) — мексиканська теленовела виробництва компанії Televisa. У головних ролях Талія, Фернандо Колунга та Ітаті Кантораль. Прем'єрний показ відбувся на каналі Las Estrellas 14 серпня 1995 — 26 квітня 1996 років. Римейк теленовели «Багаті теж плачуть» (1979—1980).

## Сюжет
Марія Ернандес — скромна молода дівчина без освіти, яка мешкає з хрещеною матір'ю Касильдою на околиці Мехіко і працює на звалищі на переробці вторсировини. Марія закохана у незнайомого чоловіка, якого часто бачить в церкві. У 15-й день народження Марії її хрещена помирає і перед тим просить падре Оноріо знайти для дівчини місце, де вона могла б працювати та жити. Падре Оноріо допомагає Марії влаштуватися покоївкою в дім впливового підприємця дона Фернандо Де ла Вега, який приймає дівчину майже як члена родини. Але його дружина донья Вікторія і покоївка Карлотта з першого моменту виказують дівчині зневагу. Незнайомець із церкви виявляється Луїсом Фернандо, старшим сином дона Фернандо і доньї Вікторії, який розчарувався у жінках після того, як його покинула його подруга Бренда. Спочатку він фліртує з Марією задля розваги, але врешті закохується у неї по-справжньому. Сорайя Монтенегро, племінниця доньї Вікторії, яка також зневажливо ставиться до Марії, закохана у Луїса Фернандо і мріє вийти за нього заміж...

## У ролях
- Талія — Марія Ернандес Рохас
- Фернандо Колунга — Луїс Фернандо Де ла Вега Монтенегро
- Ітаті Кантораль — Сорайя Монтенегро де Монтальбан
- Рікардо Блуме — дон Фернандо Де ла Вега
- Іран Еорі — донья Вікторія Монтенегро де Де ла Вега
- Кармен Салінас — Агріпіна Перес
- Рене Муньйос — Ель Веракрус
- Людвіка Палета — Марія де лос Анхелес (Тіта) Де ла Вега Ернандес
- Освальдо Бенавідес — Фернандо (Нандіто) Де ла Вега Ернандес
- Ана Патрисія Рохо — Пенелопа Лінарес
- Мече Барба — Гвадалупе Лінарес
- Ектор Соберон — Владимир Де ла Вега Монтенегро
- Ребекка Манрікес — Карлотта
- Рауль Паділья — Урбано Гонсалес
- Беатріс Морено — Феліпа
- Сільвія Каос — Нана Калікста Попока
- Тіто Гісар — падре Оноріо
- Аріель Лопес Паділья — доктор Даніель Ордоньєс
- Себастьян Лігарде — ліценціат Гонсало Дорантес
- Аріадна Велтер — Есперанса Кальдерон
- Енріке Лісальде — Абелярдо Арментерос
- Маурісіо Аспе — Альдо Арментерос
- Юліана Пеніче — Алісія Монтальбан Сміт
- Алехандра Прокуна — Бренда Рамос дель Реаль
- Мануель Саваль — Оскар Монтальбан
- Пітука де Форонда — Кароліна Монро
- Емілія Карранса — Раймунда Роблес дель Кастільйо
- Роберт Бландон — Хосе Марія Кано
- Нінон Севілья — Карідад
- Клаудія Ортега — Антонія
- Хуан Антоніо Едвардс — доктор Родріго Суарес
- Глорія Ісагірре — Марсела
- Аврора Моліна — Касильда Перес
- Антоніо Медельїн — доктор Каррерас
- Лілія Мічел — сестра Матильда
- Одісео Бічір — Ренато Херес
- Марія Прадо — Росенда
- Патрисія Мартінес — Ромелія Агадо
- Еванхеліна Мартінес — Берта
- Франсес Ондів'єла — Сесілія
- Давид Остроскі — Сабала
- Ісабель Мартінес — Кутберта
- Хеновева Перес — Бальбіна
- Ерік дель Кастільйо — суддя

## Нагороди та номінації
TVyNovelas 1996
- Найкраща лиходійка (Ітаті Кантораль).
- Найкращий молодий актор (Освальдо Бенавідес).
- Найкраща молода акторка (Людвіка Палета).
- Теленовела з найбільшою глядацькою аудиторією (Анхеллі Несма).
- Номінація на найкращу теленовелу (Анхеллі Несма).
- Номінація на найкращу акторку (Талія).
- Номінація на найкращу роль у виконанні заслуженої акторки (Іран Еорі).
- Номінація на найкращу акторку другого плану (Кармен Салінас).

## Інші версії
- 1979—1980 — Багаті теж плачуть (ісп. Los ricos también lloran), мексиканська теленовела виробництва Televisa. У головних ролях Вероніка Кастро, Рохеліо Герра та Росіо Банкельс.
- 1988 — Абігайль (ісп. Abigail), венесуельська теленовела виробництва каналу RCTV. У головних ролях Катрін Фулоп і Фернандо Каррільйо.
- 2005 — Багаті теж плачуть (порт. Os Ricos Também Choram), бразильська теленовела виробництва компанії Sistema Brasileiro de Televisão. У головних ролях Таїс Ферсоза і Марсіо К'єлінг.
- 2006 — Марина (ісп. Marina), американська іспаномовна теленовела виробництва компанії Telemundo. У головних ролях Сандра Ечеверрія, Маурісіо Очманн та Айлін Мухіка.
- 2011 — Марія з передмістя (тагал. Maria la del Barrio), філіппінська теленовела виробництва компанії ABS-CBN. У головних ролях Еріх Гонзалес і Енчонг Ді.
- 2022 — Багаті теж плачуть (ісп. Los ricos también lloran), мексиканський телесеріал виробництва компанії Univision. У головних ролях Клодія Мартін, Себастьян Рульї та Фабіола Гуахардо.